# Burg Ascheraden
Die Ordensburg Ascheraden (lettisch Aizkraukles viduslaiku pils) ist die Ruine einer Niederungsburg westlich der heutigen Stadt Aizkraukle am rechten Ufer der Düna in Lettland. Die Burg wurde in der zweiten Hälfte des 14. Jahrhunderts vom Livländischen Orden erbaut.

## Geschichte
Zwei Kilometer oberhalb der heidnischen Wallburg Alt-Ascheraden erbauten die Livländischen Schwertbrüder vermutlich ab 1213 auf einer niedrigen Landzunge die Ordensburg Ascheraden. Die Burg lag am rechten Ufer der Düna, das Burggebiet aber zum großen Teil auch auf dem linken, kurischen Ufer. Die Burg war Teil einer strategischen Kette aus Bischofs- und Ordensburgen entlang der Düna, die mit Dünamünde begann und über Riga, Holme, Uexküll und Lennewarden bis nach Burg Kokenhusen reichte.
Um 1229 fand die Schlacht von Ascheraden zwischen Semgallen unter König Vesters (in Heinrichs Livländischer Chronik Westhardus genannt) und den Ordensrittern unter Ernst von Ratzeburg statt, möglicherweise aber nicht bei Ascheraden, sondern bei Dünabürg. Burg Ascheraden war von 1480 bis zur Auflösung des Deutschordensstaates im Jahre 1562 Sitz des Landmarschalls.
In den Kriegen des 16. und 17. Jahrhunderts wurde Burg Ascheraden stark beschädigt. Während des Livländischen Krieges 1559 nahmen polnische Truppen die Burg ein, 1577 besetzten und zerstörten sie russische Truppen. Dabei wurde der ehemalige livländische Landmarschall Jasper von Münster mit verbundenen Augen aus der Burg geworfen. Nach dem Ende des Krieges im Jahre 1582 wurde Burg Ascheraden mit dem Kreis Wenden nach dem Friedensvertrag von Jam Zapolski Polen-Litauen eingegliedert.
Im Jahr 1630, nach dem Polnisch-Schwedischen Krieg, verlieh König Gustav Adolf von Schweden Ascheraden dem Oberstleutnant Simon von Schultz, dessen Nachkommen als Freiherrn Schoultz von Ascheraden das Gut die folgenden 250 Jahre besaßen. Die Burg war 1633, laut Schreiben Axel Oxenstiernas vom 8. Oktober aus Frankfurt a. M. noch verteidigungsfähig, aber 1680 bereits eine Ruine. Die Burg, die ihre militärische Bedeutung verloren hatte, verfiel.

## Bauwerk
Burg Ascheraden war eine viereckige Abschnittsburg nach alt-livländischem Bautyp mit vier Bauflügeln. Der Hauptbau der Burg ist wahrscheinlich um 40 × 50 m groß gewesen. Schuttwälle lassen die Stellen der ehemaligen Flügel des Hauptbaus und in einer etwa 25 × 30 m großen Vertiefung in der Mitte den Hof vermuten. Von den Mauern der Hauptburg ist die Mauer in der nördlichen Ecke, die ehemalige Trennwand zwischen dem nordöstlichen und nordwestlichen Flügel, in Länge von 15 m und Höhe von 10 m erhalten. Auf der Erdoberfläche sind Fundamente des viereckigen Südturmes zu erahnen, und am Ufer der Düna kann man die Mauerreste des eingestürzten südwestlichen Erdgeschosses vermuten. Nordöstlich von der Hauptburg sind Fundamente eines Parchams, einer doppelten Ringmauer, zu erkennen, die für Ordensburgen typisch war. Die Hauptburg wurde durch einen etwa 10 m breiten Graben von der ersten, etwa 130 × 100 m großen Vorburg abgetrennt, vor der eine ca. 50 × 125 m große zweite Vorburg lag. Von der zweiten Vorburg sind etwa 1 m starke Fundamente im Gelände zu erkennen.

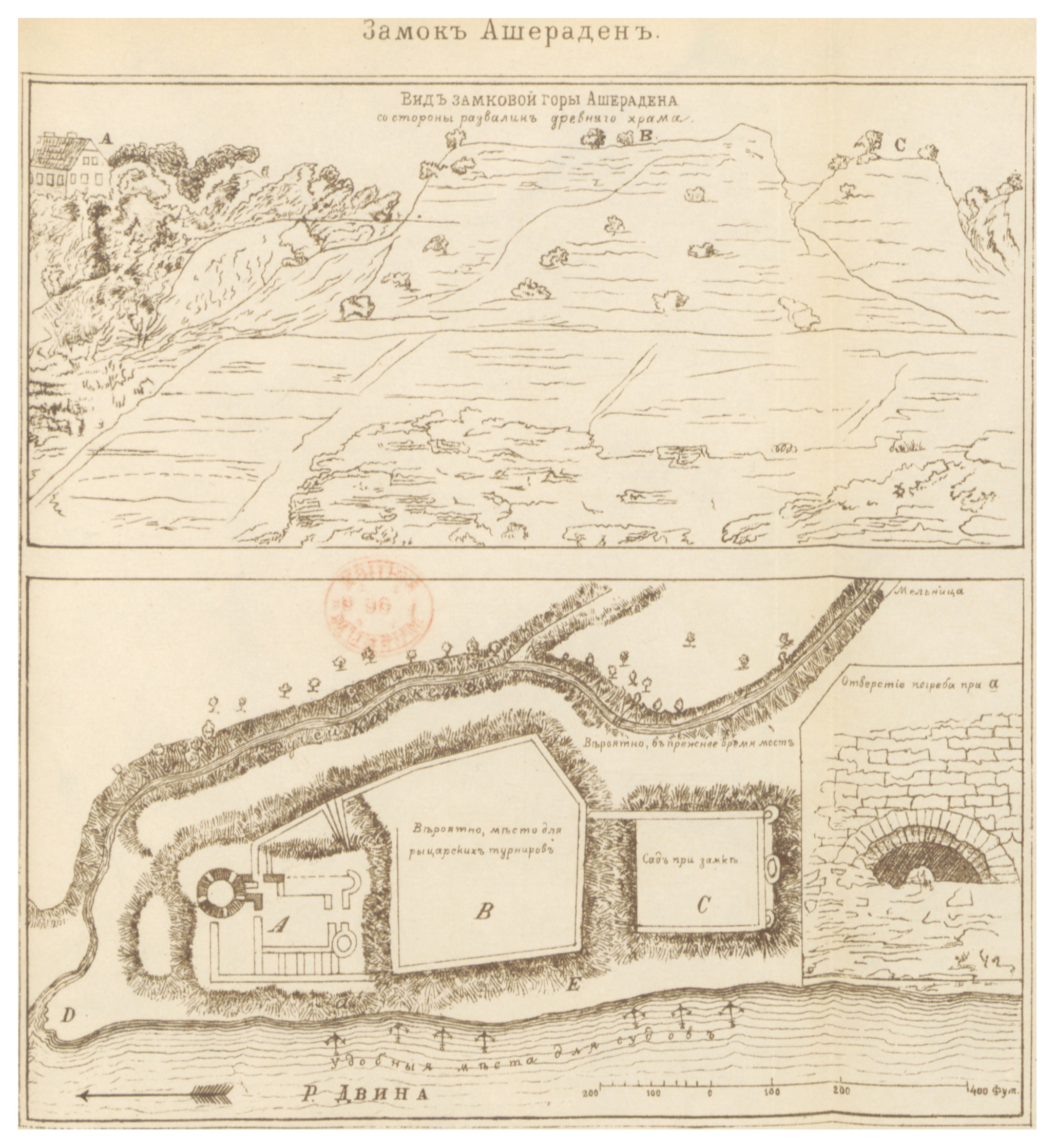
Grundriss der Burg Ascheraden von 1893. A: Hauptburg, B: erste Vorburg, C: zweite Vorburg